# Protestas LGBT en Polonia de 2020
Las protestas LGBT en Polonia de 2020 se iniciaron el 7 de agosto de dicho año con una manifestación contra el arresto de la activista LGBT Margot, lo que provocó un enfrentamiento con la policía en el centro de Varsovia y resultó en el arresto de otras 47 personas, algunas de las cuales protestaban y otras que eran espectadores del evento, apodado como el "Stonewall polaco", en una analogía con los disturbios de Stonewall de 1969.
Las declaraciones de zonas libres de LGBT en 2019 y 2020 y las elecciones presidenciales de Polonia de 2020 —en las que el presidente Andrzej Duda enfatizó repetidamente su oposición a los derechos LGBT— han provocado protestas de activistas por los derechos LGBT, que adoptaron tácticas de acción directa. El 7 de agosto, un tribunal accedió a una solicitud de detención preventiva de Margot durante dos meses. Ella se presentó para ser arrestada mientras cientos de simpatizantes protestaban por el arresto. La policía inicialmente se negó a arrestarla, pero luego intentó hacerlo y los activistas la bloquearon física pero no violentamente. Luego, la policía arrestó a 48 personas: Margot, manifestantes y otras personas que no habían participado en la manifestación.
La actuación de la policía el 7 de agosto fue criticada por el Defensor del Pueblo de Polonia, la Fundación de Derechos Humanos de Helsinki, el comisario de derechos humanos del Consejo de Europa y decenas de celebridades, incluida Margaret Atwood. Los críticos dijeron que el número de arrestos fue excesivo y protestaron contra la brutalidad policial. Se produjeron protestas de solidaridad en varias ciudades de Polonia, Alemania y el Reino Unido. El 16 de agosto se llevó a cabo una manifestación de derecha en Varsovia en contra de la "agresión LGBT".

## Contexto

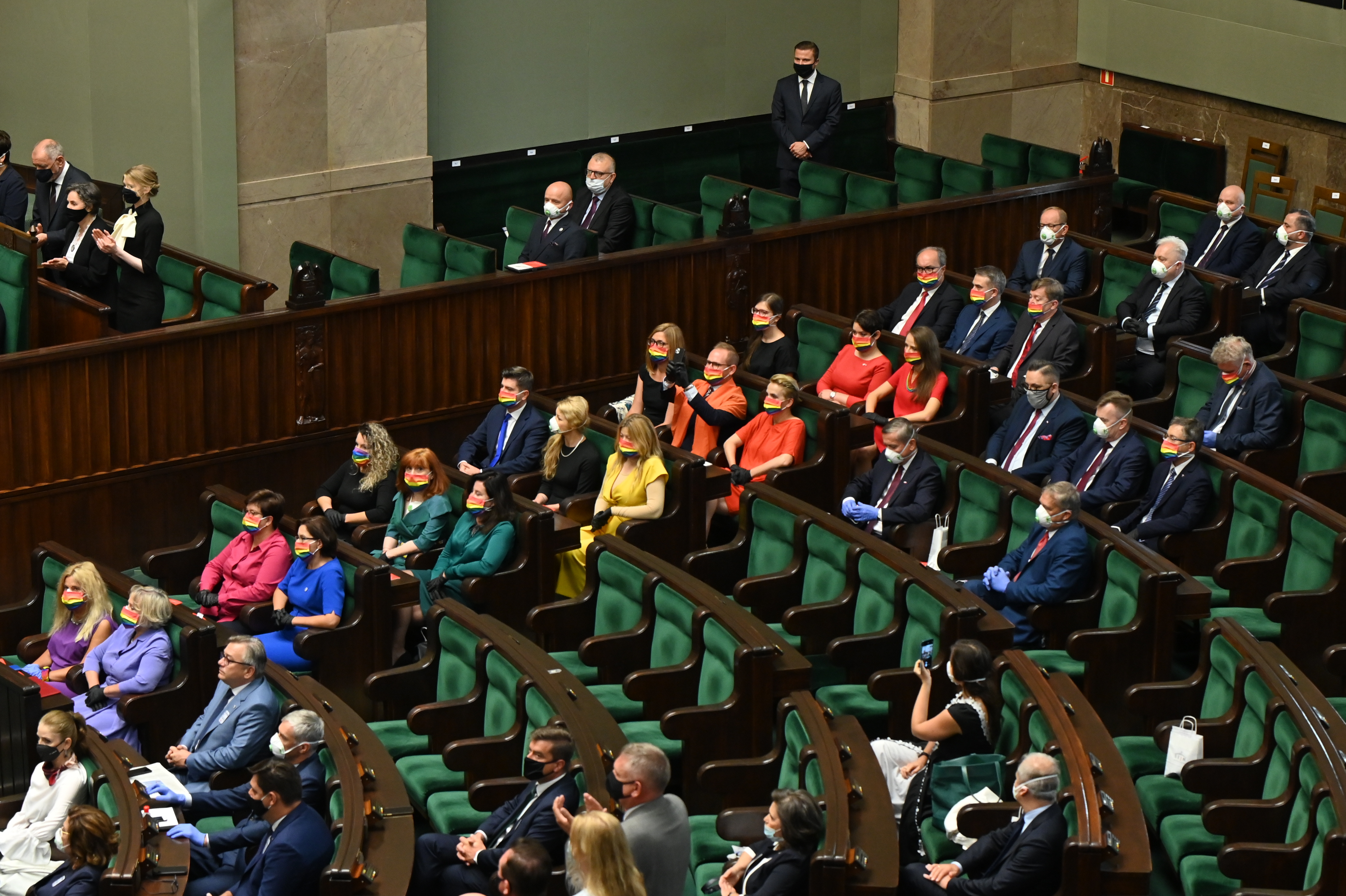
Algunos miembros de la oposición del Sejm formaron un arcoíris para protestar por la toma de posesión del presidente Andrzej Duda en 2020.

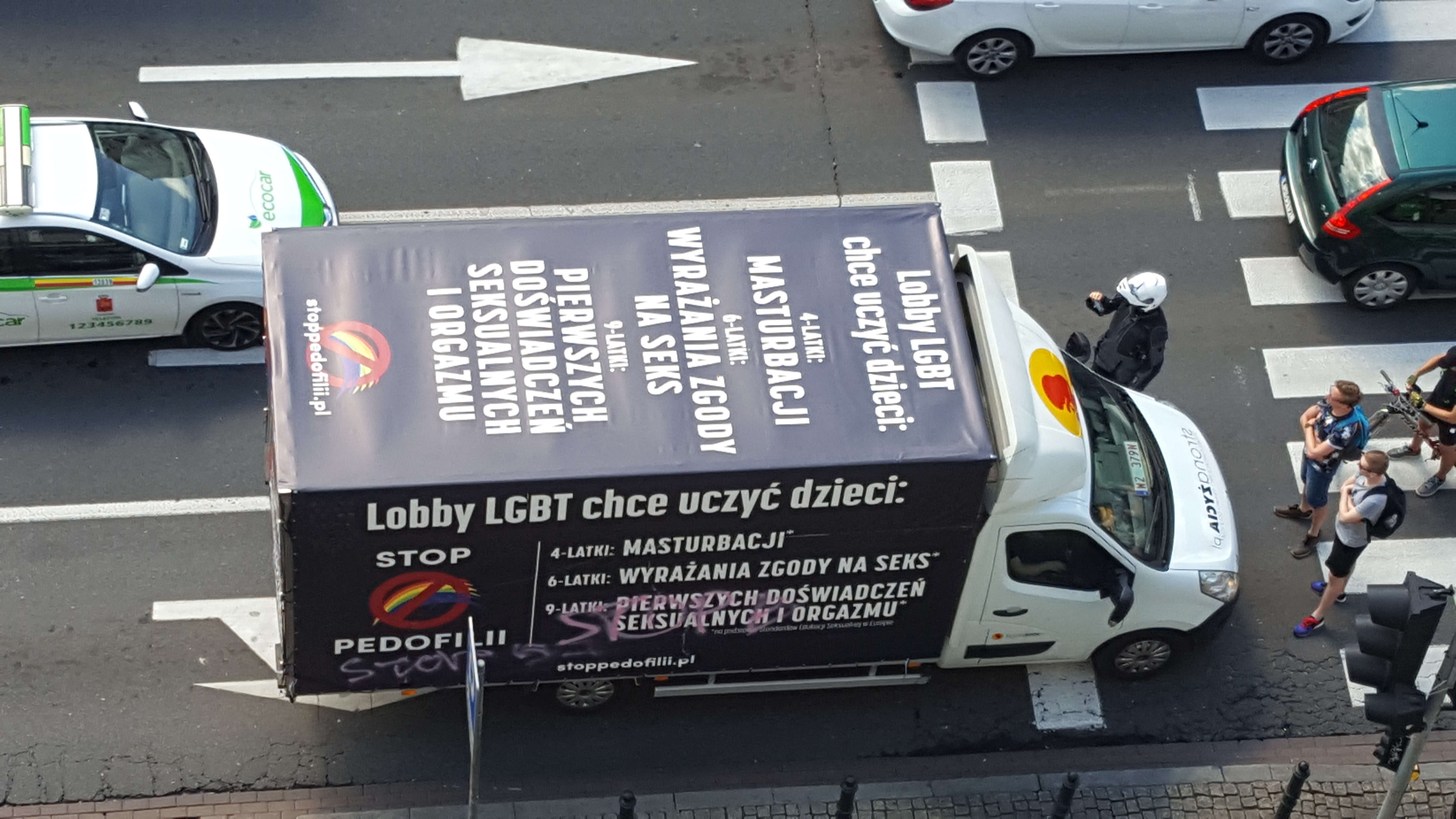
Furgoneta "Stop Pedofilii" de Fundacja Pro, que vincula la homosexualidad con la pedofilia.

Según una encuesta de 2019, el 24 % de los polacos cree que el movimiento LGBT es la mayor amenaza a la que se enfrenta su país. Entre 2019 y 2020, casi 100 municipios y regiones polacos se declararon "zonas libres de LGBT". El partido gobernante Ley y Justicia realizó una campaña anti-LGBT durante las elecciones presidenciales polacas de 2020. El presidente Andrzej Duda enfatizó el tema y afirmó que "LGBT no son personas, es una ideología", calificándola de "ideología del mal" que es "incluso más peligrosa para la humanidad que el comunismo". Duda ganó las elecciones por un estrecho margen, por el margen más estrecho desde el final de la Unión Soviética. Según el informe 2020 de ILGA-Europa, Polonia ocupa el peor lugar entre los países de la Unión Europea en derechos LGBT.
Algunos activistas LGBT, incluido el colectivo "Stop Bzdurom" ("Stop Bullshit"), han adoptado tácticas de acción directa debido a la frustración con lo que ven como un aumento de los ataques patrocinados por el Estado contra ellos. Uno de los objetivos son las camionetas de Fundacja Pro, que están cubiertas con consignas anti-LGBT que asocian la homosexualidad y la pedofilia, mensaje que las camionetas también transmiten por altavoces. Los conductores saben dónde viven los activistas de Stop Bzdurom y apuntan a su lugar de residencia. Organizaciones LGBT como Campaña contra la Homofobia y Tolerado han intentado detener las camionetas denunciándolas a la policía; sin embargo, estos esfuerzos en su mayoría no han tenido éxito debido a la falta de reconocimiento del discurso anti-LGBT en las leyes de discurso de odio de Polonia. Los activistas de Stop Bzdurom adoptaron un enfoque diferente, pintando con aerosol las camionetas y rompiendo sus placas. Łania Madej, miembro del grupo, declaró: "Lo hacemos solo para los niños queer que corren con nosotros y se divierten un poco y se sienten valientes durante 10 minutos". Małgorzata Szutowicz, más conocida como Margot, es otra miembro de Stop Bzdurom y socia de Madej. Fue acusada de dañar una camioneta de Fundacja Pro a fines de junio y agredir al conductor, por lo que fue detenida, acusada y puesta en libertad luego de que el juez primero que conociera el caso rechazara la solicitud de prisión preventiva de la fiscalía.
A fines de julio, Stop Bzdurom colocó banderas de arcoíris y pañuelos anarquistas en las estatuas de Nicolás Copérnico, Józef Piłsudski, la Sirena de Varsovia y Jesús en Varsovia. Los activistas publicaron un manifiesto que decía: "Mientras el arcoíris escandalice a alguien y sea tratado como inapropiado, nos comprometemos solemnemente a provocar". La acción conmocionó a algunos católicos polacos, incluido el primer ministro de Ley y Justicia, Mateusz Morawiecki, quien calificó las acciones de "profanación" y publicó fotografías de sí mismo rezando frente a la estatua de Jesús. Stop Bzdurom luego reubicó la vela que dejó atrás, colocándola donde una persona transgénero se había suicidado al saltar de un puente. El ex primer ministro Donald Tusk tuiteó: "Jesús siempre ha estado del lado de los más débiles y lastimados, nunca del lado de los gobiernos opresivos". El 5 de agosto, Margot, Madej y otro activista implicado en el drapeado de la bandera fueron arrestados por "insultar los sentimientos religiosos y faltar el respeto a los monumentos de Varsovia", fueron acusados y liberados después de unas 40 horas. El alcalde de Varsovia, Rafał Trzaskowski, declaró que desaprobaba el drapeado de la bandera pero criticaba los arrestos por violar el estado de derecho.

## Arresto masivo del 7 de agosto

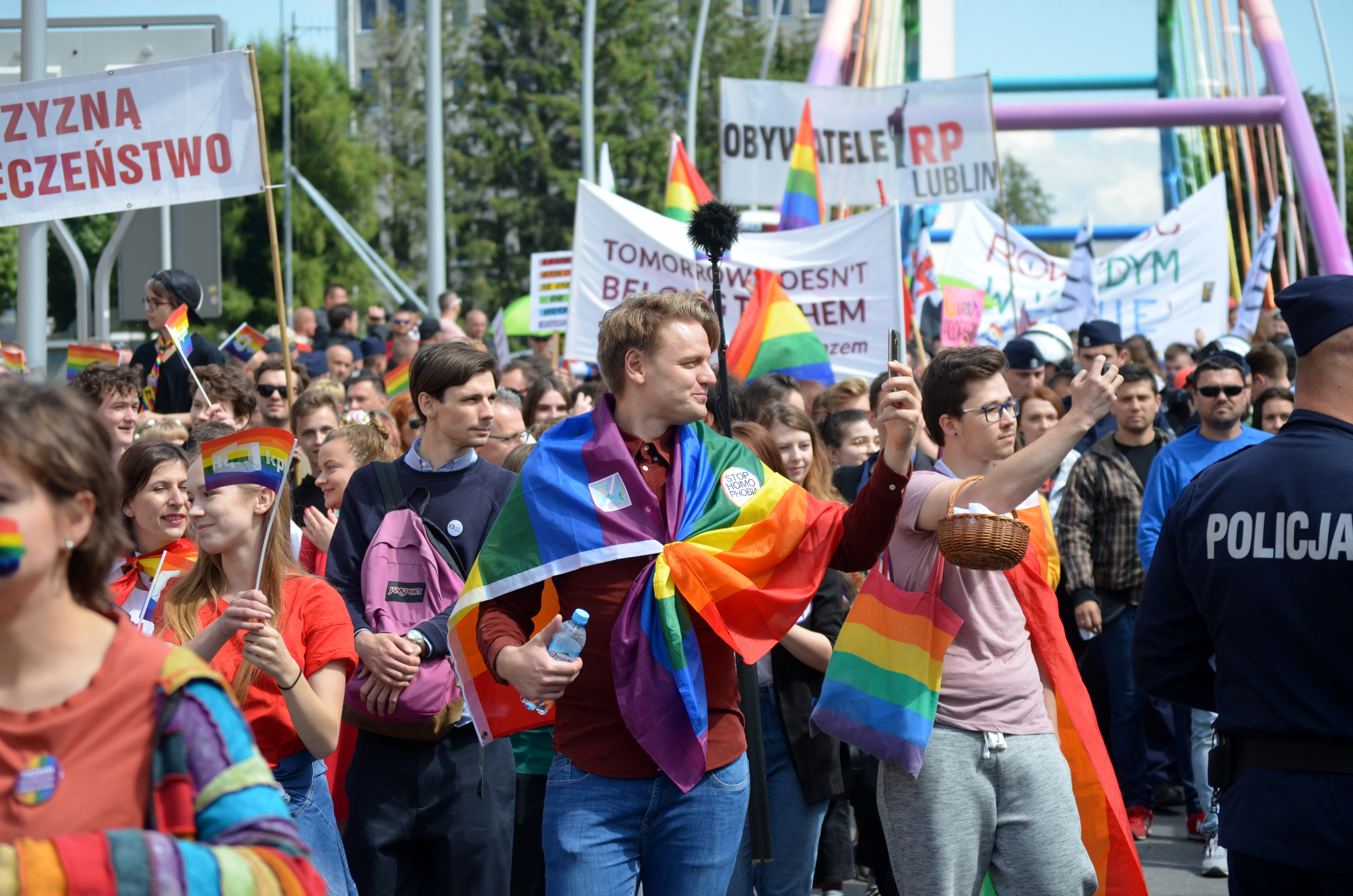
Campaña contra la Homofobia en la Marcha de la Igualdad de Rzeszów de 2018.

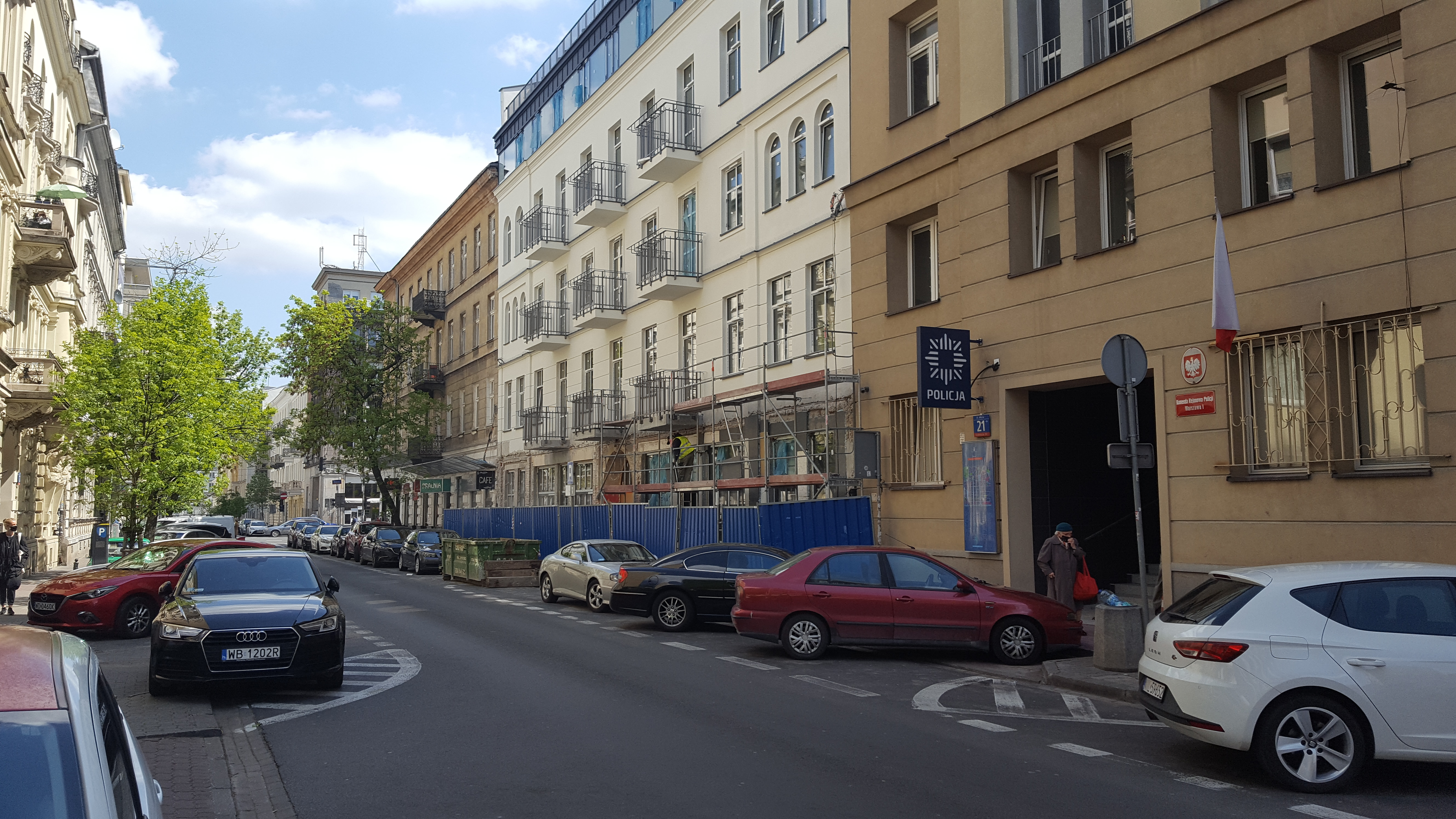
Calle Wilcza de Varsovia, estación de policía donde fueron retenidos algunos activistas detenidos.

El 7 de agosto de 2020, un segundo juez emitió una orden de arresto contra Margot que preveía dos meses de prisión preventiva, que algunos defensores de los derechos LGBT consideraron excesiva y políticamente motivada. Margot estaba esperando en la oficina de la Campaña contra la Homofobia en Varsovia para ser arrestada, pero la policía inicialmente dijo que no la arrestarían. Se habían presentado cientos de manifestantes, incluida la diputada de izquierda Agnieszka Dziemianowicz-Bąk, y la protesta se trasladó a otro lugar en el centro de Varsovia, alrededor de las calles Krakowskie Przedmieście y Wilcza, antes de que otro grupo de policías vestidos de civil intentara arrestar a Margot. Algunos manifestantes recurrieron a la desobediencia civil para evitarlo. Dos personas se sentaron en el capó del coche de policía mientras que otras bloqueaban el paso del vehículo. En total, 48 personas, incluida Margot, fueron detenidas, lo que se describió como un "arresto masivo", y recluidas en al menos cuatro comisarías de Varsovia. Entre los arrestados estaban el activista LGBT Bartosz Staszewski, una periodista aficionada de 52 años, Malgorzata Rawinska, que había estado informando sobre la protesta, y un residente legal italiano que se encontraba en la manifestación y fue arrestado mientras la observaba.
El Defensor del Pueblo de Polonia informó que "entre los arrestados, hay personas que no participaron activamente en las reuniones en Krakowskie Przedmieście o en la calle Wilcza, pero estaban observando el incidente. Algunos de ellos tenían emblemas de arcoíris como bolsos, prendedores o banderas. Entre los detenidos también había personas arbitrarias que en un momento determinado estaban, por ejemplo, saliendo de una tienda con bolsas". Campaña contra la Homofobia informó que "la policía empujaba agresivamente a los manifestantes fuera del camino, tirando a la gente al suelo y sujetándolos con las botas". Inicialmente, a los arrestados no se les dio el motivo de su arresto, pero luego se les dijo que podrían enfrentar cargos por "participar en una reunión ilegal durante la pandemia de COVID-19". Según la abogada Emilia Barabasz, que trabaja pro bono para algunos de los arrestados, la mayoría de los detenidos fueron acusados en virtud del artículo 254 del Código Penal de "participación activa en una reunión ilegal" y algunos también fueron acusados del artículo 57.ª, "falta de gamberrismo". Algunos de los arrestados informaron haber sido golpeados por la policía y sufrir heridas, interrogados sin la presencia de un abogado o negados a tratamiento médico y agua. Algunos fueron cacheados al desnudo a pesar de que no había indicios de que poseyeran drogas o algún artículo peligroso, y los arrestados transgénero sufrieron misgendering.
Para justificar sus acciones, la policía difundió más tarde un video del arresto masivo llamado "A través de los ojos de la policía", que no mostraba ningún tipo de violencia por parte de los manifestantes. Según Balkan Insight, "los testimonios de los detenidos y sus abogados, así como de observadores independientes, apuntan a una respuesta desproporcionada de la policía, que arrestó a manifestantes pacíficos e incluso a transeúntes al azar mientras actuaba con violencia". Todos, excepto Margot, fueron liberados más tarde ese fin de semana después de pasar la noche en la cárcel. Más tarde, la policía visitó las direcciones de los arrestados, lo que, según un portavoz de la Fundación de Derechos Humanos de Helsinki, era inusual e injustificado, excepto por delitos graves, y podría considerarse una forma de acoso policial. Margot fue llevada a Płock, donde estuvo recluida en régimen de aislamiento y puesta en libertad el 28 de agosto tras una apelación de su abogado.

## Manifestaciones de solidaridad

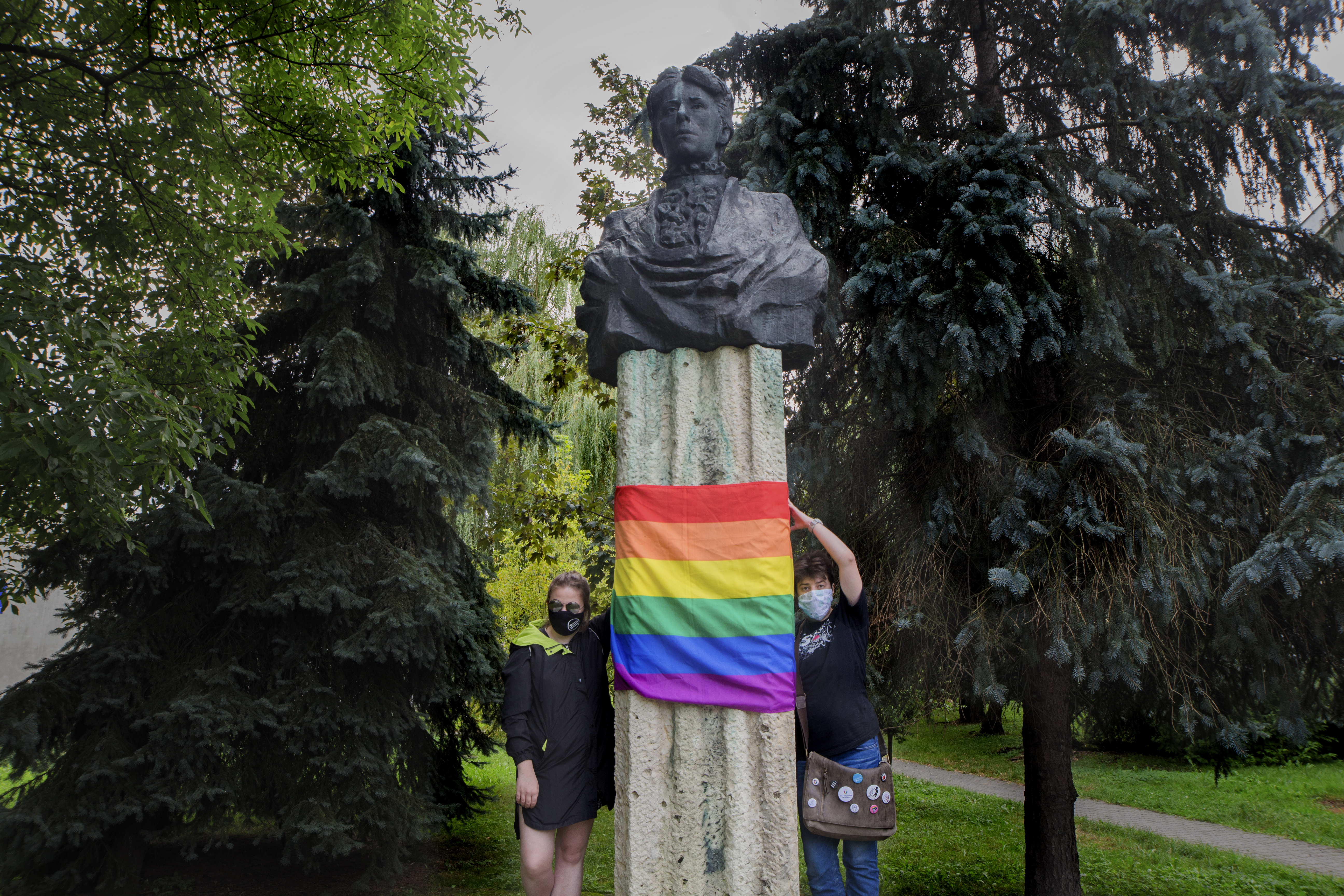
Activistas LGBT colgaron la bandera arcoíris en el monumento a Maria Konopnicka en Cracovia en agosto de 2020.

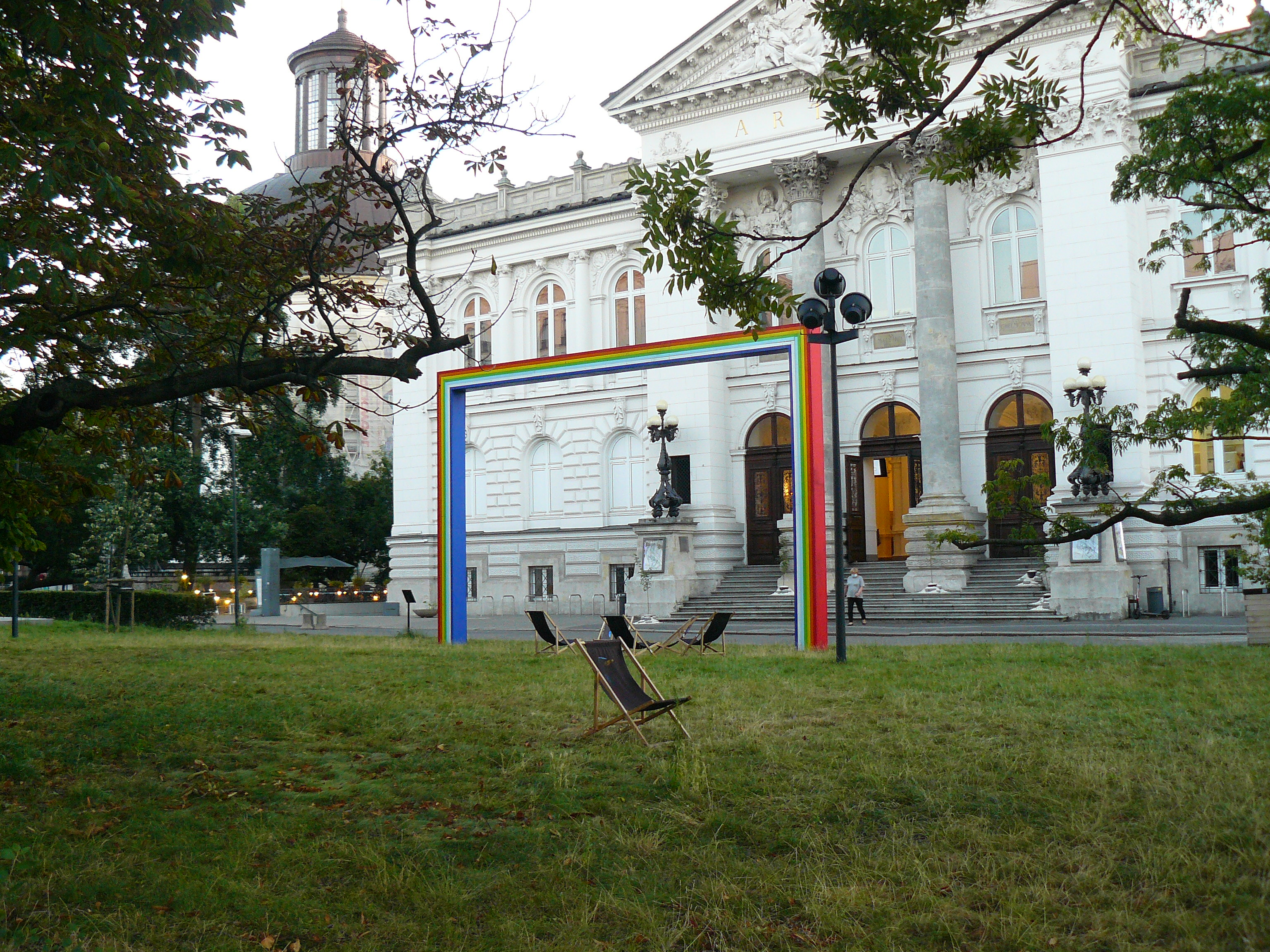
Una bandera arcoíris fue instalada afuera del museo de la Galería Nacional de Arte Zachęta in agosto de 2020.

Después de que se supo de los arrestos, los simpatizantes se reunieron frente a las comisarías para protestar, y varios parlamentarios, incluidos Magdalena Filiks y Klaudia Jachira de Coalición Cívica, visitaron las comisarías para garantizar que se respetaran los derechos humanos de los detenidos. Se ofreció ayuda legal gratuita a muchos de los detenidos. Algunas de las personas que se encontraban fuera de la comisaría de policía de la calle Wilcza también fueron arrestadas. Al día siguiente, miles de personas, en su mayoría jóvenes, se reunieron en Varsovia para protestar por los arrestos, utilizando lemas como "¡No nos encerrarán a todos!" y "¡Ella nunca caminará sola!" Los activistas colocaron una bandera arcoíris en el monumento a Copérnico y criticaron a Trzaskowski por no asistir a la manifestación. Asistieron varias diputadas: Joanna Scheuring-Wielgus, Beata Maciejewska, Małgorzata Prokop-Paczkowska, Agnieszka Dziemianowicz-Bąk, Anna Maria Żukowska, Katarzyna Ueberhan, Magdalena Biejat, Krzysztof Śmiszek y Maciej Gdula (todas de La Izquierda) y Barbara Nowacka, Urszula Zielińska y Monika Rosa de Coalición Cívica. Los escritores Szczepan Twardoch y Łukasz Orbitowski también participaron en la manifestación.
Durante el fin de semana, también se realizaron manifestaciones de solidaridad en Cracovia (asistieron 300 personas), Lublin, Breslavia, Rzeszów, Białowieża, Bydgoszcz, Gdańsk, Łódź, Poznań, Tarnów y Zielona Góra. La manifestación en Częstochowa el 10 de agosto atrajo a unos 150 participantes, incluido el diputado de la Alianza de la Izquierda Democrática Zdzisław Wolski. El 17 de agosto, hubo una manifestación de solidaridad en Plac Stulecia, Sosnowiec, a la que asistieron unas 20 personas, entre ellas la parlamentaria Monika Rosa del partido Moderna y el político local Janusz Kubicki. La policía tuvo que protegerlos de un grupo mayor de contramanifestantes que amenazaron e insultaron a los participantes en la manifestación solidaria; uno de ellos fue posteriormente acusado penalmente por hacer amenazas.
Durante la semana siguiente, se realizaron manifestaciones de solidaridad frente al Instituto Polaco de Berlín y frente a la embajada de Polonia en Budapest. A la marcha del 13 de agosto en Leipzig asistieron 300 personas, y los activistas de Rainbow Slovakia colgaron una bandera arcoíris en la estatua de Juan Pablo II en Bratislava. Las protestas de solidaridad se produjeron el 10 y el 13 de agosto frente al consulado de Polonia en Edimburgo. El 15 de agosto se llevó a cabo una protesta a la que supuestamente asistieron 100 personas frente a la embajada de Polonia en Londres, así como manifestaciones en Mánchester y Newcastle el mismo día, y en Bristol el 18 de agosto. Las protestas en el Reino Unido fueron organizadas por miembros de la diáspora polaca.
La semana después del arresto masivo, en Szczecin, un activista fue citado por llevar un cartel que decía "Jesús caminaría con nosotros", lo que presuntamente entraba dentro del delito de "ofender los sentimientos religiosos". Seis personas en Cracovia fueron citadas por colgar una bandera arcoíris sobre una estatua del Dragón de Wawel; los posibles cargos sugeridos por la policía incluían "poner un objeto en el lugar equivocado" y "perturbar el orden público". Sin inmutarse, los activistas continuaron bloqueando camionetas y cubriéndolas con banderas arcoíris a pesar de que otros enfrentan cargos criminales por estas acciones. Se han colgado banderas arcoíris en edificios, incluida la antigua sede de las SS en Varsovia, la Facultad de Psicología de la Universidad de Varsovia y el Teatro Polaco de Poznań.

## Manifestación del 16 de agosto

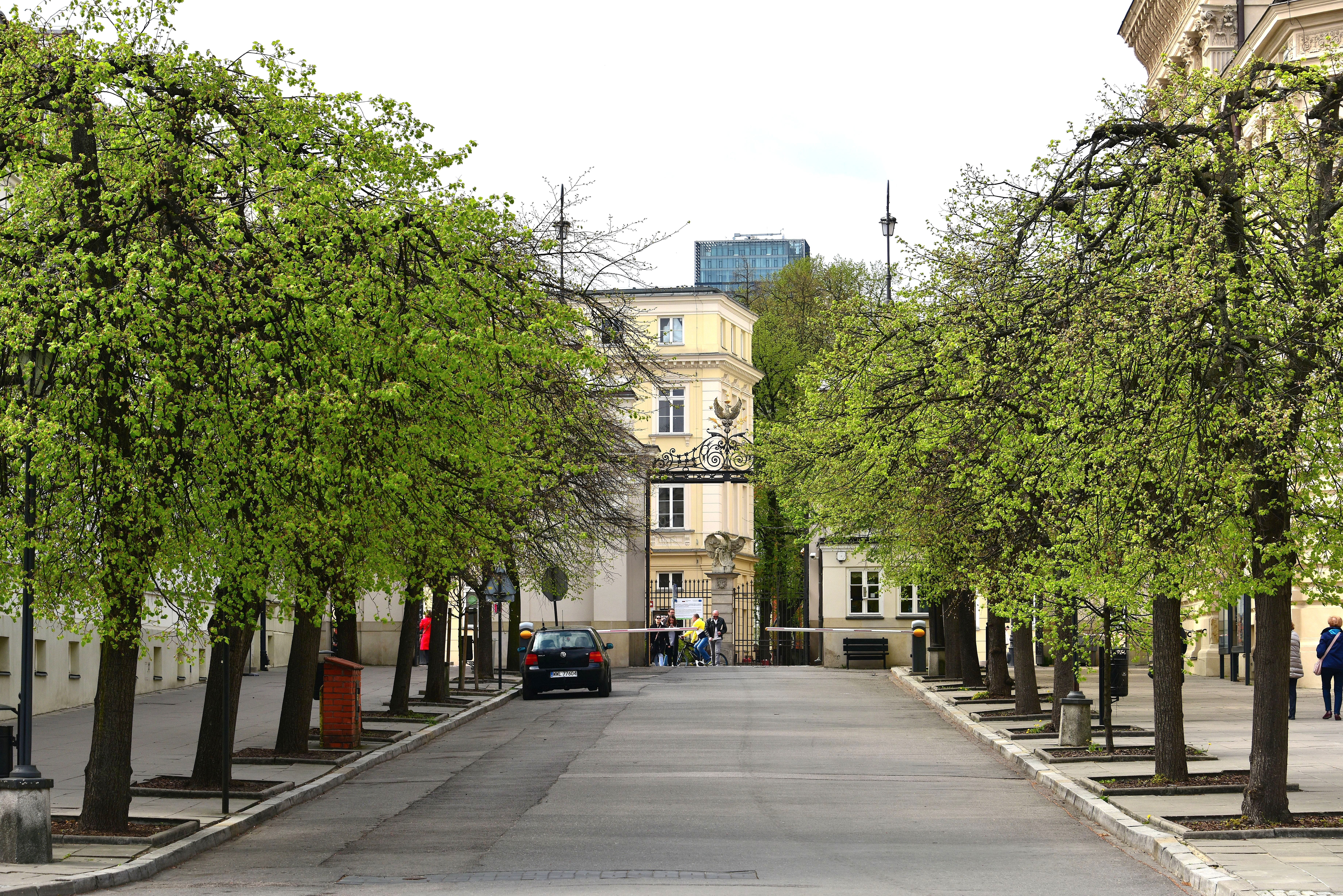
Acceso principal a la Universidad de Varsovia en 2019.

El domingo 16 de agosto, manifestantes nacionalistas realizaron una manifestación en Krakowskie Przedmieście, cerca de la puerta principal de la Universidad de Varsovia, llamada "Alto a la agresión LGBT" ("Przeciw agresji LGBT" o "Stop agresji LGBT"). Los manifestantes quemaron una bandera arcoíris, que los contramanifestantes dijeron que les habían robado, y gritaron: "Fuera la desviación" y "¿Cómo está Margot?". Del lado nacionalista, el líder de la Juventud Polaca Ziemowit Przebitkowski, el parlamentario Krzysztof Bosak (Confederación) y la activista contra el aborto Kaja Godek dieron discursos. A una contramanifestación asistieron los diputados de Los Verdes Marek Kossakowski y Małgorzata Tracz, así como el diputado de la Coalición Cívica Franciszek Sterczewski y la diputada Agnieszka Dziemianowicz-Bąk, de La Izquierda. Una fuerte presencia policial mantuvo a ambos grupos estrictamente separados entre sí. Antes de la manifestación, alguien había pintado un arcoíris en la calle, que según la policía era una sustancia desconocida que representaba una amenaza para el tráfico de vehículos.

## Reacciones
El Defensor del Pueblo de Polonia, Adam Bodnar, declaró que estaba profundamente preocupado por la respuesta de la policía. Su oficina entrevistó a 33 de los arrestados el 7 de agosto de 2020 e inició una investigación. Bodnar agregó que consideraba innecesario arrestar a tanta gente y que el excesivo accionar policial "constituyó un abuso de los derechos humanos". Bodnar dijo que la respuesta de las autoridades a una manifestación dependía de si "agradaba o no a las autoridades": las manifestaciones de derecha no han atraído una respuesta policial. Dunja Mijatović, comisionada de derechos humanos del Consejo de Europa, pidió la liberación inmediata de Margot y tuiteó: "La orden de detenerla durante 2 meses envía una señal muy escalofriante para la #LibertadDeExpresión y los derechos #LGBT en #Polonia". En la estación de radio TOK FM, el abogado Michal Wawrykiewicz declaró: "La forma en que se comportó la policía es incompatible con la ley polaca. Los nombres y rangos de los oficiales no estaban en los uniformes. Y finalmente, se dificultó el acceso a un abogado para los arrestados". La excomandante de policía del distrito de Zgierz, Iwona Lewandowska, afirmó que la respuesta "arruinó la imagen de la policía". Trzaskowski afirmó que la respuesta a la protesta fue "extremadamente desproporcionada". Sin embargo, el ministro de Justicia Zbigniew Ziobro, del partido Polonia Unida, defendió la respuesta policial y dijo que "la defensa del bandolerismo por parte de los políticos es inaudita".
El 8 de agosto, la Fundación de Helsinki para los Derechos Humanos emitió una declaración en la que criticaba las detenciones excesivas y la brutalidad policial en relación con la detención masiva del día anterior, firmada por decenas de otros grupos de la sociedad civil polaca. La actuación policial fue criticada en una carta firmada por decenas de exactivistas de Solidaridad, que la compararon con la persecución estatal de los anticomunistas en la República Popular de Polonia. El 20 de agosto, OKO.press publicó una carta de varias figuras religiosas prominentes, incluido Michael Schudrich, el Gran Rabino de Polonia, en la que afirmaban que no estaban de acuerdo con la detención preventiva de Margot. El mismo día, el eurodiputado francés Pierre Karleskind declaró que había reclutado a 64 eurodiputados para remitir el asunto del arresto masivo del 7 de agosto a la Comisión Europea porque "la Unión Europea no puede quedarse de brazos cruzados ante esta nueva provocación".
Más de 200 académicos de universidades de Polonia y de todo el mundo firmaron una carta publicada el 12 de agosto, incluidos Judith Butler, Noam Chomsky, Roberto Esposito y Jan Tomasz Gross. Los firmantes "expresan nuestra profunda preocupación por el ataque sin precedentes contra la comunidad LGBT+ en Polonia" y "hacen un llamado a las autoridades polacas para que liberen a Małgorzata Szutowicz de inmediato y garanticen los derechos de las personas LGBT+". El 18 de agosto, 75 celebridades, entre ellas Ed Harris, Pedro Almodóvar, James Norton, Slavoj Žižek y Margaret Atwood, publicaron una carta abierta (dirigida a Ursula von der Leyen, presidenta de la Comisión Europea) en el periódico Gazeta Wyborcza. La carta pide a la Comisión Europea que "tome medidas inmediatas para defender los valores europeos fundamentales (igualdad, no discriminación, respeto por las minorías) que se violan flagrantemente en Polonia" y pide al gobierno polaco "que haga rendir cuentas a los responsables de detenciones ilegales y violentas del 7 de agosto de 2020" y "dejar de atacar a las minorías sexuales". Hasta el 17 de agosto, ni von der Leyen ni Charles Michel, presidente del Consejo Europeo, se habían pronunciado sobre el incidente.
El 2 de septiembre, el comité de asuntos internos del Sejm discutió la represión policial. Un representante de la policía no respondió a todas las preguntas de los diputados de la oposición y se negó a decir por qué era necesario arrestar a los manifestantes.
Los eventos han sido apodados "Stonewall polaco" por algunos activistas y medios LGBT, en una analogía con los disturbios de Stonewall de 1969 en Nueva York.